# Комунистички манифест
Комунистички манифест, првобитно Манифест Комунистичке партије, је политички памфлет који су написали Карл Маркс и Фридрих Енгелс, по наруџбини Савеза комуниста, а првобитно је објављен у Лондону 1848. године. Текст је први и најсистематичнији покушај Маркса и Енгелса да кодификују за широку употребу историјско-материјалистичке идеје да је „историја целог досадашњег друштва историја класних борби“, у којој су друштвене класе дефинисане односом људи према средствима за производњу. Објављен усред револуција 1848. године у Европи, манифест остаје један од најутицајнијих политичких докумената на свету.
Маркс и Енгелс комбинују филозофски материјализам са хегелијанском дијалектичком методом како би анализирали развој европског друштва кроз његове начине производње, укључујући примитивни комунизам, антику, феудализам и капитализам, истичући појаву нове, доминантне класе у свакој фази. Текст описује однос између средстава за производњу, производних односа, производних снага и начина производње, и тврди да промене у економској „бази“ друштва утичу на промене у његовој „надградњи“. Маркс и Енгелс тврде да је капитализам обележен експлоатацијом пролетаријата (радничке класе најамних радника) од стране владајуће буржоазије, која „константно револуционише инструменте [и] односе производње, а са њима и целокупне односе друштва“. Они тврде да потреба капитала за флексибилном радном снагом раствара старе односе и да његова глобална експанзија у потрази за новим тржиштима ствара „свет по својој слици“.
Манифест закључује да капитализам не нуди човечанству могућност самореализације, већ уместо тога осигурава да људи буду стално закржљали и отуђени. Теоретизира да ће капитализам довести до сопственог уништења поларизацијом и уједињењем пролетаријата и предвиђа да ће револуција довести до појаве комунизма, бескласног друштва у којем је „слободан развој сваког услов за слободан развој свих“. Маркс и Енгелс предлажу следеће прелазне политике: укидање приватне својине над земљом и наслеђем; увођење прогресивног пореза на доходак; конфискацију имовине побуњеника; национализацију кредита, комуникација и транспорта; ширење и интеграцију индустрије и пољопривреде; спровођење универзалне обавезе рада; и обезбеђивање универзалног образовања и укидање дечјег рада. Текст се завршава са три одлучне реченице, прерађене и популаризоване у чувени позив на солидарност, слоган „Пролетери свих земаља, уједините се! Немате шта да изгубите осим својих ланаца“.

## Синопсис
Комунистички манифест је подељен на преамбулу и четири дела. Увод почиње речима: „Баук кружи Европом – баук комунизма.“ Истичући да је било широко распрострањено међу политичарима – и онима на власти и онима у опозицији – да своје противнике називају комунистима, аутори закључују да они на власти признају комунизам као силу сам по себи. Након тога, увод позива комунисте да отворено објављују своје ставове и циљеве, што је и сама функција манифеста.
| „ | Баук кружи Европом - баук комунизма. Све силе старе Европе сјединиле су се у свету хајку против тог баука, римски папа и руски цар, Метерних и Гизо, француски радикали и немачки полицајци. Где је она опозициона партија коју њени противници на власти нису извикали као комунистичку, где је она опозициона партија која није у напреднијим опозиционарима и својим реакционарним противницима узвратила прекор који их је имао жигосати као комунисте. | ” |

### Буржуји и пролетери
Први одељак Манифеста, „Буржуји и пролетери“, описује историјски материјализам и наводи да је „историја свих досадашњих друштава историја класних борби“. Према ауторима, сва друштва у историји су имала облик угњетаване већине коју је експлоатисала угњетавачка мањина. У време Маркса и Енгелса, они кажу да се под капитализмом индустријска радничка класа, или „пролетаријат“, ангажује у класној борби против власника средстава за производњу, „буржоазије“. Буржоазија се, кроз „константно револуционисање производње [и] непрекидно нарушавање свих друштвених услова“, појавила као врховна класа у друштву, потискујући све старе силе феудализма. Буржоазија стално експлоатише пролетаријат због његове радне снаге, стварајући профит за себе и акумулирајући капитал. Маркс и Енгелс сматрају да из тог разлога буржоазија ствара сама своје сопствене гробаре, јер верују да ће пролетаријат неизбежно постати свестан сопственог потенцијала и доћи на власт кроз револуцију, свргавајући буржоазију.

### Пролетери и комунисти
„Пролетери и комунисти“, други одељак, почиње навођењем односа „свесних комуниста“ (тј. оних који се идентификују као комунисти) према остатку радничке класе. Комунистичка партија се неће супротстављати другим радничким партијама, али за разлику од њих, изражаваће општу вољу и бранити заједничке интересе светског пролетаријата у целини, независно од свих националности. Одељак даље брани комунизам од разних приговора, укључујући тврдње да заговара комуналну проституцију или обесхрабрује људе да раде. Одељак се завршава изношењем низа краткорочних захтева – међу којима су прогресивни порез на доходак; укидање наслеђа и приватне имовине; укидање дечјег рада; бесплатно јавно образовање; национализација превозних средстава и комуникација; централизација кредита путем националне банке; ширење земљишта у јавном власништву итд. – за чију се имплементацију тврди да би довела до претече бездржавног и бескласног друштва.

### Социјалистичка и комунистичка литература
Трећи одељак, „Социјалистичка и комунистичка књижевност“, разликује комунизам од других социјалистичких доктрина које су преовладавале у то време – оне су широко категорисане као реакционарни социјализам; конзервативни или буржоаски социјализам; и критичко-утопијски социјализам и комунизам. Иако се степен прекора према ривалским перспективама разликује, све су одбачене због заговарања реформизма и неуспеха да препознају пресудну револуционарну улогу радничке класе.

### Став комуниста према разним опозиционим странкама
Став комуниста према разним опозиционим странкама је завршни део Манифеста у којем аутори укратко разматрају комунистички став о борбама у одређеним земљама средином деветнаестог века, као што су Француска, Швајцарска, Пољска и на крају Немачка, за коју се говоре да је „близу буржоаске револуције“ и предвиђају да ће ускоро уследити светска револуција. Одељак се завршава проглашењем савеза са демократским социјалистима, смело подржавајући друге комунистичке револуције и позивајући на јединствену међународну пролетерску акцију – „Пролетери свих земаља, уједините се!“.

## Програм
Програм описан у Манифесту је изражен као социјализам или комунизам. Ова политика укључује, између осталог, укидање земљишне својине и право наслеђивања, напредне придошле порезе, и национализацију производних добара и саобраћаја. Манифест такође помиње и контроверзну политику укидања традиционалне (буржоаске) породице и увођење заједнице жена. Ова политика, коју би остварила револуционарна влада („диктатура пролетаријата“), би претходила бездржавном и бескласном друштву које предвиђају социјалисти. Термин „комунизам“ се такође користи да означи веровање и праксу Комунистичке партије, имајући у виду различитост Совјетског Савеза од основа концепције Маркса и Енгелса.
„Када, током развоја, класне разлике нестану, а сва се производња концентрише у рукама многобројних удружења целог народа, јавна моћ ће изгубити свој политички карактер. Политичка моћ, такорећи, је само организована моћ једне класе која тлачи другу. Уколико пролетаријат изгуби битку са буржоазијом, силом околности, организоваће себе као класу; ако, револуцијом постане водећа класа, и укине стари начин производње, онда ће у складу са оваквим условима, збрисати услове за постојање класних супротности и класа уопште, и самим тим укинути сопствену класну натчињеност.“
Ово је начин преласка са социјализма на комунизам који су многи критичари Манифеста, нарочито за време совјетске ере, веома истицали.
Анархисти, либерали и конзервативци су се питали како једна организација као револуционарна држава може икад (као што Маркс тврди на другом месту) да одумре. Оба традиционална разумевања привлачности политичке моћи и скорији теоретичари организованог понашања наводе да ће скупина или организација политичке моћи радије тежити да сачува повластице него да дозволи да се укину зарад државе без повластица - чак иако су повластице дате у име револуције и успоставе једнакости.
Савремени марксисти одговарају да социјалистичка држава увек мора да буде демократска, и да се одумирање државе врши додељивањем велике моћи непосредно народу (моћ коју су претходно држали изабрани представници народне власти). Другим речима, социјализам прелази у комунизам када представничка демократија социјализма пређе у непосредну демократију комунизма.
Манифест је прошао бројна издања од 1872. до 1890. Делимично је писан за лаике, када се обраћа радницима, а делимично за владајућу класу, када напада буржоаске читаоце. Историјски говорећи, обезбеђује основу разумевања мотива и политике комуниста на почетку њиховог покрета.
„Комунисти презиру тајење својих погледа и циљева. Они отворено кажу да њихов циљ може бити постигнут само снажним уништењем свих постојећих друштвених стања. Нека владајућа класа стрепи пред комунистичком револуцијом. Пролетери немају шта да изгубе сем окова. Морају победити свет.“
„Пролетери свих земаља, уједините се!“

## Издавање

### Првобитно објављивање и заборав, 1848–1872.
Крајем фебруара 1848. године, Манифест је анонимно објавило Комунистичко радничко образовно удружење (Kommunistischer Arbeiterbildungsverein), са седиштем на адреси Ливерпул улица 46, у области Бишопсгејт Ват у Лондону. Написана на немачком језику, брошура од 23 странице носила је наслов „Manifest der kommunistischen Partei“ и имала је тамнозелене корице. Прештампана је три пута и објављивана у серијама у „Deutsche Londoner Zeitung“, новинама за немачке емигранте. 4. марта, дан након што је почело објављивање у „Zeitung-у“, Маркса је протерала белгијска полиција. Две недеље касније, око 20. марта, хиљаду примерака Манифеста стигло је у Париз, а одатле у Немачку почетком априла. У априлу-мају текст је исправљен због штампарских и интерпункцијских грешака; Маркс и Енгелс ће користити ову верзију од 30 страница као основу за будућа издања Манифеста.

Иако је у предговору Манифеста објављено да ће „бити објављен на енглеском, француском, немачком, италијанском, фламанском и данском језику“, почетна штампања била су само на немачком. Пољски и дански преводи убрзо су уследили након немачког оригинала у Лондону, а до краја 1848. године објављен је шведски превод под новим насловом — Глас комунизма: Декларација Комунистичке партије. У новембру 1850. године Манифест Комунистичке партије је први пут објављен на енглеском језику када је Џорџ Џулијан Харни серијски објавио превод Хелен Макфарлан у својим чартистичким новинама „Црвени републиканац“. Њена верзија почиње: „Страшни хоботомблин вреба широм Европе. Прогања нас дух, дух комунизма“. За свој превод, Макфарлан из Ланкашира је вероватно консултовала Енгелса, који је на пола пута напустио свој енглески превод. Харнијев увод је први пут открио идентитет до тада анонимних аутора Манифеста.
Француски превод Манифеста објављен је непосредно пре него што је угушен Јунски устанак радничке класе. Његов утицај у европским револуцијама 1848. године био је ограничен на Немачку, где су важну улогу играли Комунистичка лига са седиштем у Келну и њене новине „Neue Rheinische Zeitung“, које је уређивао Маркс. У року од годину дана од оснивања, у мају 1849. године, „Zeitung“ је угушен; Маркс је протеран из Немачке и морао је да потражи доживотно уточиште у Лондону. Године 1851, чланове централног одбора Комунистичке лиге ухапсила је пруска тајна полиција. На суђењу у Келну 18 месеци касније, крајем 1852. године, осуђени су на 3–6 година затвора. За Енгелса, револуција је „потиснута у позадину реакцијом која је почела поразом париских радника у јуну 1848. године, а коначно је екскомуницирана 'законом' осудом келнских комуниста у новембру 1852. године“.
Након пораза револуција 1848. године, Манифест је пао у заборав, где је остао током 1850-их и 1860-их. Хобсбаум каже да је до новембра 1850. Манифест „постао довољно редак да је Маркс сматрао да вреди поново штампати одељак III [...] у последњем броју његовог [краткотрајног] лондонског часописа“. Током наредне две деценије објављено је само неколико нових издања; то укључује (неовлашћени и повремено нетачан) руски превод Михаила Бакуњина из 1869. у Женеви и издање из 1866. у Берлину - први пут када је Манифест објављен у Немачкој. Према Хобсбауму: „До средине 1860-их практично ништа што је Маркс написао у прошлости више није било штампано“. Међутим, Џон Ковел-Степни је објавио скраћену верзију у часопису Social Economist у августу/септембру 1869. године, на време за Базелски конгрес.

### Успон, 1872–1917.
Почетком 1870-их, Манифест и његови аутори доживели су препород. Хобсбаум идентификује три разлога за то. Први је лидерска улога коју је Маркс играо у Међународном удружењу радника (познатом као Прва интернационала). Друго, Маркс је такође стекао велику пажњу међу социјалистима – и подједнаку озлоглашеност међу властима – због своје подршке Париској комуни из 1871. године, што је објашњено у делу „Грађански рат у Француској“. На крају, и можда најзначајније за популаризацију Манифеста, било је суђење за издају лидерима Социјалдемократске радничке партије Немачке (СДАП). Током суђења, тужиоци су наглас читали Манифест као доказ; то је значило да је памфлет могао легално бити објављен у Немачкој. Тако су 1872. године Маркс и Енгелс пожурили са новим издањем на немачком језику, написавши предговор који је идентификовао неколико делова који су застарели у четврт века од његовог првобитног објављивања. Ово издање је такође било први пут да је наслов скраћен на Комунистички манифест (Das Kommunistische Manifest), и то је постала верзија на којој су аутори заснивали будућа издања. Између 1871. и 1873. године, Манифест је објављен у преко девет издања на шест језика; 30. децембра 1871. године је први пут објављен у Сједињеним Државама у часопису Woodhull & Claflin's Weekly из Њујорка. Међутим, до средине 1870-их, Комунистички манифест је остао једино дело Маркса и Енгелса које је било иоле познато.
Током наредних четрдесет година, како су се социјалдемократске странке уздизале широм Европе и делова света, тако је упоредо са њима расла и објава Манифеста, у стотинама издања на тридесет језика. Маркс и Енгелс су написали нови предговор за руско издање из 1882. године, које је превео Георгиј Плеханов у Женеви. У њему су се питали да ли Русија може директно постати комунистичко друштво или ће прво постати капиталистичко као друге европске земље. Након Марксове смрти 1883. године, Енгелс је написао предговоре за пет издања између 1888. и 1893. године. Међу њима је и енглеско издање из 1888. године, које је превео Самјуел Мур, а одобрио Енгелс, који је такође дао напомене кроз текст. Од тада је то стандардно издање на енглеском језику.
Главни регион његовог утицаја, у смислу објављених издања, био је у „централном појасу Европе“, од Русије на истоку до Француске на западу. Поређења ради, памфлет је имао мали утицај на политику у југозападној и југоисточној Европи, а умерено присуство на северу. Ван Европе, објављени су кинески и јапански преводи, као и шпанска издања у Латинској Америци. Прво кинеско издање књиге превео је Џу Жисин након Руске револуције 1905. године у новинама Тонгменгуи, заједно са чланцима о социјалистичким покретима у Европи, Северној Америци и Јапану. Ова неравномерна географска расподела у популарности Манифеста одражавала је развој социјалистичких покрета у одређеном региону, као и популарност марксистичке варијанте социјализма. Није увек постојала јака корелација између снаге социјалдемократске странке и популарности Манифеста у тој земљи. На пример, немачки СПД је штампао само неколико хиљада примерака Комунистичког манифеста сваке године, али неколико стотина хиљада примерака Ерфуртског програма. Даље, масовне социјалдемократске странке Друге интернационале нису захтевале од својих редова да буду добро упућени у теорију; марксистичка дела попут Манифеста или Капитала читали су првенствено партијски теоретичари. С друге стране, мале, посвећене милитантне странке и марксистичке секте на Западу поносиле су се познавањем теорије; Хобсбаум каже: „Ово је био миље у коме се 'јасноћа друга увек могла проценити на основу броја ознака на његовом Манифесту'".

### Свеприсутност, 1917. – данас
Након Октобарске револуције 1917. године, која је довела бољшевике предвођене Владимиром Лењином на власт у Русији, прва социјалистичка држава на свету основана је експлицитно по марксистичким принципима. Совјетски Савез, чији ће део постати бољшевичка Русија, био је једнопартијска држава под влашћу Комунистичке партије Совјетског Савеза (КПСС). За разлику од својих масовних пандана у Другој интернационали, КПСС и друге лењинистичке странке сличне њој у Трећој интернационали очекивале су од својих чланова да познају класична дела Маркса, Енгелса и Лењина. Даље, од партијских лидера се очекивало да своје политичке одлуке заснивају на марксистичко-лењинистичкој идеологији. Стога су дела попут Манифеста била обавезна лектира за обичне чланове партије. Млади Мао Цедунг је открио дела Маркса и Енгелса, што га је инспирисало да постане „председник Мао“ оснивањем Комунистичке партије Кине (КПК) 23. јула 1921. године, са коренима маоистичке идеологије или Мао Цедунгове мисли, која је уплетена у кинески грађански рат који се може упоредити са руским грађанским ратом. Кинеска комунистичка револуција предводила је неколико кампања на североистоку Кине и ослобођење Пекинга, што је довело до оснивања Народне Републике Кине, проглашене 1. октобра 1949. године, када је Мао ступио на дужност председника Централне народне владе. Мала црвена књига је инспирисана Комунистичким манифестом који су први пут објавили Маркс и Енгелс 1848. године.
Стога је широко распрострањено ширење дела Маркса и Енгелса постало важан политички циљ; уз подршку суверене државе, КПСС је имала релативно неисцрпне ресурсе за ову сврху. Дела Маркса, Енгелса и Лењина објављивана су у веома великом обиму, а јефтина издања њихових дела била су доступна на неколико језика широм света. Ове публикације су биле или краћи списи или су биле збирке попут разних издања Изабраних дела Маркса и Енгелса или њихових Сабраних дела. Ово је утицало на судбину Манифеста на неколико начина. Прво, у погледу тиража; 1932. године америчка и британска комунистичка партија су одштампале неколико стотина хиљада примерака јефтиног издања за „вероватно највеће масовно издање икада објављено на енглеском језику“. Друго, дело је ушло у наставне планове и програме политичких наука на универзитетима, који ће се проширити тек после Другог светског рата. За своју стогодишњицу 1948. године, његово објављивање више није било искључиви домен марксиста и академика; и општи издавачи су штампали Манифест у великим тиражима. „Укратко, то више није био само класични марксистички документ“, приметио је Хобсбаум, „постао је политички класик од почетка до краја“.
Укупна продаја процењена је на 500 милиона, и једна је од четири најпродаваније књиге свих времена.
Чак и након распада совјетског блока 1990-их, Комунистички манифест остаје свеприсутан; Хобсбаум каже да „У државама без цензуре, готово сигурно свако ко је у близини добре књижаре, а свакако свако ко је у близини добре библиотеке, а да не помињемо интернет, може имати приступ њему“. 150. годишњица је поново донела поплаву пажње у штампи и академским круговима, као и нова издања књиге са уводима у текст од стране академика. Једно од њих, „Комунистички манифест: Модерно издање“ аутора Верса, критичар је у часопису „Лондонска ревија књига“ назвао „стилским издањем дела са црвеном траком. Осмишљено је као слатка успомена, изузетан колекционарски предмет. На Менхетну, једна истакнута продавница на Петој авенији ставила је примерке овог одабраног новог издања у руке лутака у излозима, изложених у позама „дођи овамо“ и са модерним деколтеом“.

### Прво издањеМанифестана српском језику
Први превод Манифеста на српски језик појавио се 1871. године у листу Панчевац у десет наставака. Лист Панчевац у власништву Јована Павловића објавио је Манифест у наставцима у бројевима од 29 до 42, у периоду од 8 (20) априла до 23 (4.јуна) маја, а касније је прештампан у посебну брошуру. Овим је фактички српско издање постало пето у свету после издања на немачком 1848, шведском 1848, енглеском 1850, руском 1869. године.
Ни до данас није разрешено ко је био преводилац српског издања Манифеста. У бројним дискусија и полемикама као најчешћи аутори превода означавали су се Јеша Јерковић, Влада Љотић, Светозар Марковић, Драгиша Станојевић, Никола Марковић, Јован Павловић, Ђока Мијатовић и Таса Стојановић.

## Наслеђе
„Са јасноћом и бриљантношћу генија, ово дело оцртава нови светски концепт, доследни материјализам, који обухвата и област друштвеног живота; дијалектику, као најсвеобухватнију и најдубљу доктрину развоја; теорију класне борбе и светско-историјске револуционарне улоге пролетаријата - ствараоца новог, комунистичког друштва.“

—Владимир Лењин о „Манифесту“, 1914.
Више писаца с краја 20. и 21. века коментарисало је континуирану релевантност Комунистичког манифеста. У специјалном издању часописа „Socialist Register“ поводом 150. годишњице Манифеста, Питер Озборн је тврдио да је то „најутицајнији текст написан у деветнаестом веку“. Академик Џон Рејнс је 2002. године приметио: „У наше време ова капиталистичка револуција је стигла до најудаљенијих крајева света. Новац је створио чудо новог глобалног тржишта и свеприсутног тржног центра. Прочитајте Комунистички манифест, написан пре више од сто педесет година, и открићете да је Маркс све то предвидео“. Године 2003, енглески марксиста Крис Харман је изјавио: „Још увек постоји компулзивна особина у његовој прози јер пружа увид за увидом у друштво у којем живимо, одакле долази и куда иде. И даље је у стању да објасни, као што водећи економисти и социолози не могу, данашњи свет понављајућих ратова и понављајућих економских криза, глади за стотине милиона с једне стране и 'прекомерне производње' с друге стране. Постоје одломци који су могли потицати из најновијих списа о глобализацији“. Алекс Калиникос, уредник часописа „Међународни социјализам“, изјавио је 2010. године: „Ово је заиста манифест за 21. век“. Пишући у часопису „Лондон Ивнинг Стандард“, Ендру Нитер је навео реиздање „Комунистичког манифеста“ издавачке куће Verso Books из 2012. године са уводом Ерика Хобсбома као део поновног оживљавања идеја левичарске тематике, што укључује објављивање књиге Овена Џонса „Chavs: The Demonisation of the Working Class“ и документарца Џејсона Баркера „Marx Reloaded“.
Насупрот томе, критичари попут ревизионистичког марксисте и реформистичког социјалисте Едварда Бернштајна правили су разлику између „незрелог“ раног марксизма – као што је илустровано Комунистичким манифестом који су Маркс и Енгелс написали у младости – којем се он противио због његових насилних бланкистичких тенденција и каснијег „зрелог“ марксизма који је подржавао. Овај други облик се односи на Маркса у његовом каснијем животу који је наизглед тврдио да се социјализам, под одређеним околностима, може постићи мирним путем кроз законодавне реформе у демократским друштвима. Бернштајн је изјавио да масовна и хомогена радничка класа наведена у Комунистичком манифесту не постоји и да, супротно тврдњама о појави пролетерске већине, средња класа расте под капитализмом, а не нестаје како је Маркс тврдио. Сам Маркс је касније у свом животу признао да ситна буржоазија не нестаје у свом делу Теорије вишка вредности (1863). Нејасноћа каснијег дела значи да Марксово признање ове грешке није добро познато. Џорџ Бојер је описао Манифест као „у великој мери историјско дело, документ онога што се називало 'гладним' 1840-им“.
Хал Дрејпер је одбацио Бернштајнове аргументе о средњој класи, наводећи да Манифест заправо напомиње да, иако се појединачни чланови ове класе стално пролетаризују, класа „шепа даље, у све више и више пропалом стању“.
Многи су скренули пажњу на одломак у Манифесту који као да се подсмева глупости сељака: „Буржоазија [...] увлачи све нације [...] у цивилизацију[.] [...] Створила је огромне градове [...] и тако спасила значајан део становништва од идиотизма сеоског живота“. Међутим, како је Ерик Хобсбом приметио:
[Иако нема сумње да је Маркс у то време делио уобичајени грађански презир према сељачкој средини, као и непознавање о њој, стварна и аналитички занимљивија немачка фраза („dem Idiotismus des Landlebens entrissen“) није се односила на „глупост“ већ на „уске хоризонте“ или „изолацију од ширег друштва“ у којем су људи на селу живели. Она је одражавала оригинално значење грчког израза „идиоти“ из којег је изведено садашње значење речи „идиот“ или „идиотизам“, наиме „особа која се бави само својим приватним пословима, а не пословима шире заједнице“. Током деценија од 1840-их, и у покретима чији чланови, за разлику од Маркса, нису били класично образовани, оригинално значење је изгубљено и погрешно је протумачено.
Године 2013, Комунистички манифест је регистрован у УНЕСКО-вом програму „Сећање света“ заједно са Марксовим „Капиталом, том I“.

## Утицаји
Политички утицаји Маркса и Енгелса били су широки, реагујући на немачку идеалистичку филозофију, француски социјализам и енглеску и шкотску политичку економију и добијајући инспирацију из њих. На Комунистички манифест је такође имала утицаја књижевности. У делу Жака Дериде, Сабласти Маркса: Стање дуга, дело жалости и Нова интернационала, он користи Хамлета Вилијама Шекспира да уоквири дискусију о историји Интернационале, показујући у том процесу утицај који је Шекспирово дело имало на писање Маркса и Енгелса. У свом есеју „Велике лиге: Сабласти Милтона и републиканске међународне правде између Шекспира и Маркса“, Кристофер Н. Ворен наводи да је енглески песник Џон Милтон такође имао значајан утицај на Марксово и Енгелсово дело. Историчари читалачких навика из 19. века потврдили су да су Маркс и Енгелс читали ове ауторе и познато је да је Маркс посебно волео Шекспира. Милтон, тврди Ворен, такође показује значајан утицај на Комунистички манифест, рекавши: „Гледајући уназад на Милтонову еру, Маркс је видео историјску дијалектику засновану на инспирацији у којој су слобода штампе, републиканизам и револуција били блиско повезани“. Милтонов републиканизам, наставља Ворен, служио је као „користан, иако мало вероватан, премошћујући“ док су Маркс и Енгелс настојали да формирају револуционарну међународну коалицију. Манифест се такође позива на „револуционарну“ антибуржоаску друштвену критику Томаса Карлајла, коју је Енгелс прочитао још у мају 1843.
Комунистички манифест је 2013. године уписан у Унесков Програм светске меморије, заједно са Марксовим Капиталом, том I.

## Рад Карла Маркса и Фридриха Енгелса

### Карл Маркс
- Критика Хегелове филозофије права (1843),
- О јеврејском питању (1843),
- Белешке о Џејмсу Милу (1844),
- Економски и филозофски рукописи од 1844. (1844),
- Тезе о Фојербаху (1845),
- Моћ филозофије (1845),
- Надница и капитал (1847),
- Осамнаести бример Луја Бонапарте (1852),
- Предговор Доприносу критике политичке економије (1859),
- Теорије о вишку вредности, 3 тома (1862),
- Вредност, цена и добит (1865),
- Капитал 1. том (1867),
- Грађански рат у Француској (1871),
- Белешке о Вагнеру (1883).

### Маркс и Енгелс
- Немачка идеологија (1845),
- Света Породица (1845),
- Манифест Комунистичке партије (1848),
- Писања о Америчком грађанском рату (1861),
- Капитал, том 2. [објавио Енгелс, после Марксове смрти] (1893),
- Капитал, том 3. [објавио Енгелс, после Марксове смрти] (1894)

### Фридрих Енгелс
- Сељачки рат у Немачкој (1850),
- Револуција и Контра-револуција у Немачкој (1852),
- Социјализам: Утопија и наука (1880),
- Дијалектика природе (1883),
- Почеци породице, приватне својине и државе (1884),
- Лудвиг Фојербах и крај клацичне немачке филозофије (1886)

## Едиције
- Marx, Karl; Engels, Friedrich (1977). Manifesto of the Communist Party (2nd revised изд.). Moscow: Progress. Непознати параметар |orig-date= игнорисан (помоћ)
- Marx, Karl; Engels, Friedrich (2004). Manifesto of the Communist Party (PDF). Marxists Internet Archive. Приступљено 14. 3. 2015. Непознати параметар |orig-date= игнорисан (помоћ)